# Os Desclassificados
Os Desclassificados é um filme brasileiro, de 1972, do gênero drama, dirigido por Clery Cunha.

## Enredo
Um rapaz nutre violenta paixão pela madrasta e arquiteta crimes inexistentes e vinganças contra todos que se colocam entre ele e a mulher. Ocasionando sérios problemas 

## Elenco
- Hélio Souto
- Joana Fomm
- Roberto Bataglin
- Jesse James Costa
- Darcy Silva
- Clery Cunha
- Tuska
- Sonia Garcia
- Carlos Antonio Franco
- Reportér: Luiz Lopes Correia